# Thành Tân
Thành Tân là một xã miền núi nằm phía Đông Bắc của huyện Thạch Thành có vị trí địa lý như sau:
- Phía Đông giáp xã Thành Vân, huyện Thạch Thành và xã Kỳ Phú, Nho Quan, tỉnh Nình Bình
- Phía Nam giáp xã  Thành Thọ.
- Phía tây giáp Thành trực và xã Thành Kim
- Phía bắc giáp xã Thành Cônghuyện Thạch Thành, tỉnh Thanh Hóa, Việt Nam.

Xã Thành Tân có diện tích 26,56 km², dân số năm 1999 là 6737 người, mật độ dân số đạt 254 người/km².